# Manuka
Manuka (novozelandski čajevac, lat. Leptospermum scoparium), zimzeleni grm ili manje drvo iz porodice mirtovki. Domovina manuke su Novi Zeland i Australija, a uvezena je u mnoge države, među kojima Sjedinjene Države (Havaji), Južna Afrika, Madeira i drugdje, i danas se smatra invazivnom vrstom.
Naraste od 2 do 5. metara visine. Cvate od svibnja do lipnja. Cvat manuke bogat je nektarom od kojeg se proizvodi najkvalitetniji i najskuplji med koji ima antibakterijsko djelovanje, djeluje protuupalno i kao prirodni antibiotik., i poznat je kao manuka med.

## Sinonimi
1. Leptospermum bullatum Fitzh.
2. Leptospermum floribundum Salisb., nom. illeg.
3. Leptospermum humifusum A.Cunn. ex Schauer
4. Leptospermum linifolium (Sol.) Dum.Cours., nom. illeg.
5. Leptospermum multiflorum Cav.
6. Leptospermum nichollsii Dorr.Sm.
7. Leptospermum obliquum Colla
8. Leptospermum oxycedrus Schauer
9. Leptospermum pungens Otto & A.Dietr., nom. illeg.
10. Leptospermum scoparium var. bullatum Rehder
11. Leptospermum scoparium var. confertifolium S.Schauer
12. Leptospermum scoparium var. eximea B.L.Burtt
13. Leptospermum scoparium var. forsteri S.Schauer
14. Leptospermum scoparium var. incanum Cockayne
15. Leptospermum scoparium var. linearifolium Otto & A.Dietr.
16. Leptospermum scoparium var. linifolium (Sol.) Dum.Cours.
17. Leptospermum scoparium var. linifolium Hook.fil., nom. illeg.
18. Leptospermum scoparium var. myrtifolium (Aiton) W.T.Aiton
19. Leptospermum scoparium var. myrtifolium Hook.fil., nom. illeg.
20. Leptospermum scoparium var. nichollsii (Dorr.Sm.) Ewart
21. Leptospermum scoparium var. parvum Kirk
22. Leptospermum scoparium var. prostratum Hook.fil.
23. Leptospermum scoparium var. sericeum Regel
24. Melaleuca scoparia (J.R.Forst. & G.Forst.) L.fil.
25. Melaleuca tenuifolia J.C.Wendl.

- L. scoparium
- L. scoparium
- L. scoparium
- L. scoparium

## Vanjske poveznice
|  | Zajednički poslužitelj ima stranicu o temi Leptospermum scoparium    |
|  | Zajednički poslužitelj ima još gradiva o temi Leptospermum scoparium |
|  | Wikivrste imaju podatke o taksonu Leptospermum scoparium             |